# Liste des films roumains ayant fait le plus d'entrées en Roumanie
La liste des plus gros succès du box-office en Roumanie est un classement des films roumains ayant fait le plus d'entrées en Roumanie. Ce classement est effectué par l'union des scénaristes et des réalisateurs de Roumanie.
Le réalisateur Sergiu Nicolaescu est l'auteur de trois des quatre plus gros succès roumains de tous les temps. Son film Nea Mărin miliardar, sorti le 5 février 1979, est avec 14 644 084 spectateurs (données de 2006) le film roumain le plus vu en Roumanie. Se classent ensuite le film Păcală (1974) de Geo Saizescu, puis Mihai Viteazul (1971) et Les Guerriers (1967) de Sergiu Nicolaescu.

## Classement des plus grands succès roumains
Récapitulation des douze plus grands succès du cinéma roumain avec plus de sept millions d’entrées :
| Rang | Titres                                                                  | Réalisateur       | Année | Entrées     | Pays |
| ---- | ----------------------------------------------------------------------- | ----------------- | ----- | ----------- | ---- |
| 1    | Nea Mărin miliardar (Oncle Mărin, le milliardaire)                      | Sergiu Nicolaescu | 1979  | 14 644 084  |      |
| 2    | Păcală                                                                  | Geo Saizescu      | 1974  | 14 632 990  |      |
| 3    | Mihai Viteazul (ro) Michel le Brave                                     | Sergiu Nicolaescu | 1971  | 13 321 426  |      |
| 4    | Dacii (ro) Les Guerriers                                                | Sergiu Nicolaescu | 1967  | 13 105 332j |      |
| 5    | Neamul Șoimăreștilor (ro)                                               | Mircea Drăgan     | 1965  | 13 046 101  |      |
| 6    | Tudor (ro)                                                              | Lucian Bratu (ro) | 1963  | 11 411 828  |      |
| 7    | Columna (ro) The Column (en)                                            | Mircea Drăgan     | 1968  | 10 508 376  |      |
| 8    | Haiducii (ro) Haiducii (ca)                                             | Dinu Cocea        | 1966  | 8 850 537   |      |
| 9    | Șapte băieți și o ștrengăriță (ro) Sept Hommes et une garce             | Petru Popescu     | 1967  | 7 547 339   |      |
| 10   | Ștefan cel Mare - Vaslui 1475 (ro) Stephen the Great - Vaslui 1475 (en) | Mircea Drăgan     | 1975  | 7 372 215   |      |
| 11   | Nemuritorii (ro) The Immortals (en)                                     | Sergiu Nicolaescu | 1974  | 7 292 165   |      |
| 12   | Cu mîinile curate (ro) With Clean Hands (en)                            | Sergiu Nicolaescu | 1972  | 7 162 552   |      |